# XXe législature du royaume d'Italie

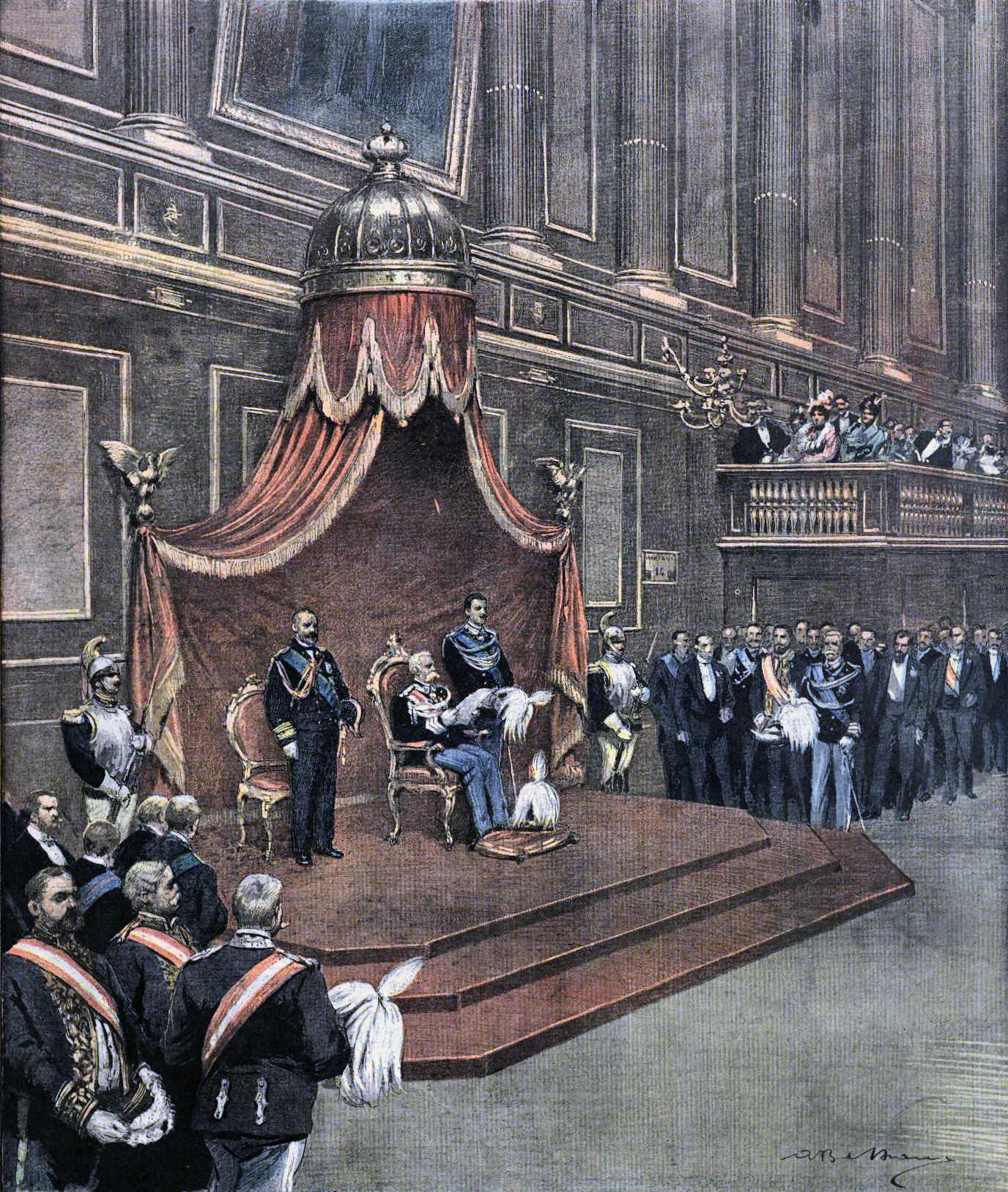
Inauguration de la 3e session de la vingtième législature

La XXe législature du royaume d'Italie (en italien : La XX Legislatura del Regno d'Italia) est la législature du royaume d'Italie qui a été ouverte le 5 avril 1897 et qui s'est fermée le 17 mai 1900.

## Gouvernements
- Gouvernement di Rudinì III
  - Du 11 juillet 1896 au 14 décembre 1897
  - Président du conseil des ministres : Antonio Starabba (Droite historique)
- Gouvernement di Rudinì IV
  - Du 14 décembre 1897 au 1er juin 1898
  - Président du conseil des ministres : Antonio Starabba (Droite historique)
- Gouvernement di Rudinì V
  - Du 1er juin 1898 au 29 juin 1898
  - Président du conseil des ministres : Antonio Starabba (Droite historique)
- Gouvernement Pelloux I
  - Du 29 juin 1898 au 14 mai 1899
  - Président du conseil des ministres : Luigi Pelloux (Droite historique)
- Gouvernement Pelloux II
  - Du 14 mai 1899 au 24 juin 1900
  - Président du conseil des ministres : Luigi Pelloux (Droite historique)

## Président de la chambre des députés
- Giuseppe Zanardelli
  - Du 5 avril 1897 au 14 décembre 1897
- Giuseppe Biancheri
  - Du 26 janvier 1898 au 15 juillet 1898
- Giuseppe Zanardelli
  - Du 16 novembre 1898 au 25 mai 1899
- Luigi Chinaglia
  - Du 30 mai 1899 au 25 juin 1899
- Giuseppe Colombo
  - Du 14 novembre 1899 au 17 mai 1900

## Président du sénat
- Domenico Farini
  - Du 5 avril 1897 au 15 juillet 1898
- Giuseppe Saracco
  - Du 16 novembre 1898 au 17 mai 1900